# Chanteix
Chanteix é uma comuna francesa na região administrativa da Nova Aquitânia, no departamento de Corrèze. Estende-se por uma área de 19,47 km². Em 2010 a comuna tinha 632 habitantes (densidade: 32,5 hab./km²).